# Guayaquil

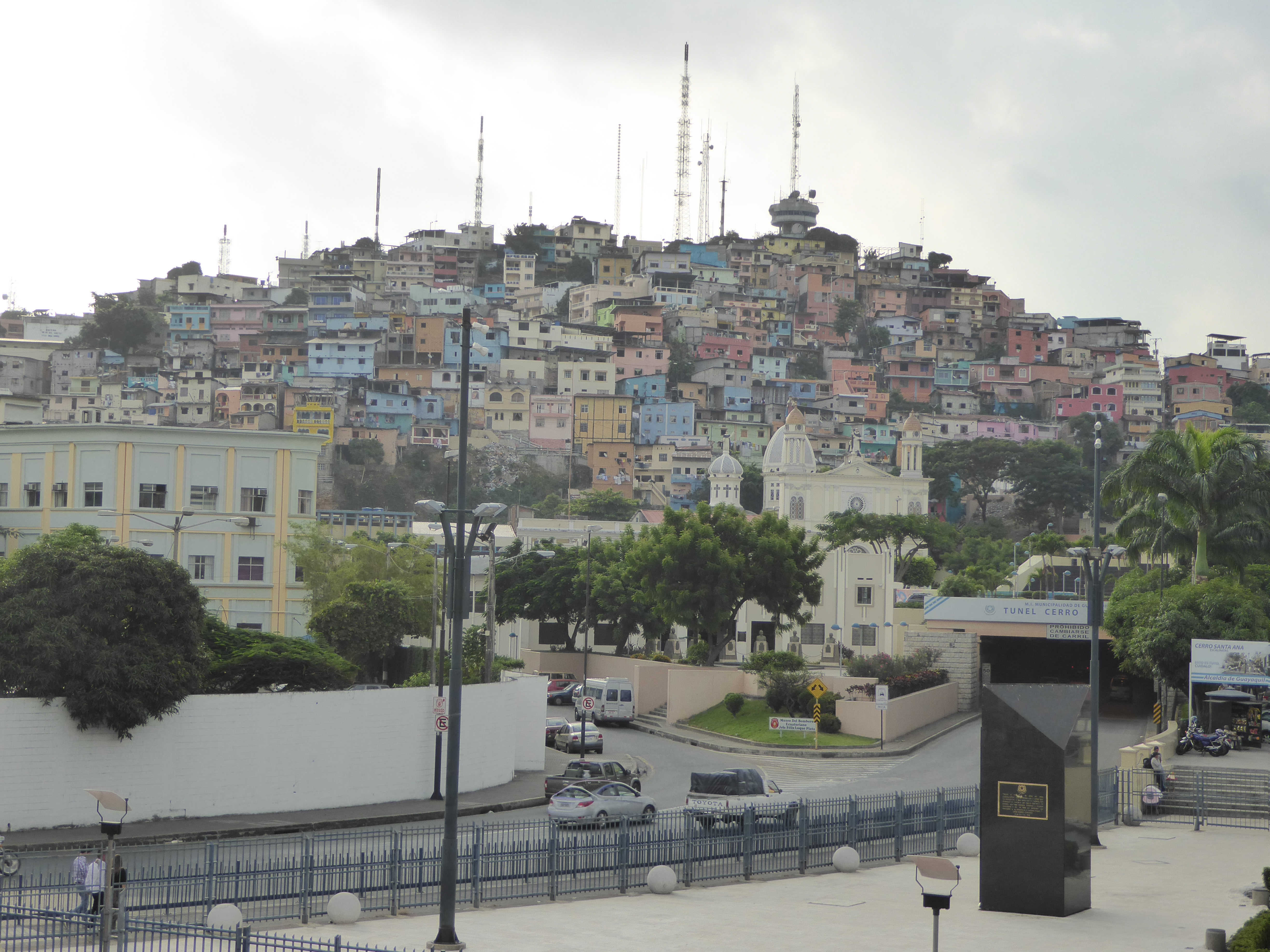
Het centrum van Guayaquil

Guayaquil (officieel Santiago de Guayaquil) is de grootste stad van Ecuador. De stad zelf heeft ongeveer 2,7 miljoen inwoners (2020), de gehele agglomeratie heeft 3,3 miljoen inwoners. Toch is het niet de hoofdstad van Ecuador, dat is Quito. Guayaquil ligt ongeveer 250 kilometer zuidwestelijk van die stad, op een afstand van 50 kilometer ten noorden van de Golf van Guayaquil aan de Guayas-rivier. De stad is de hoofdstad van de provincie Guayas en is een parochie (parroquia) in het kanton Guayaquil.
Het klimaat in Guayaquil is tropisch. Het jaar is verdeeld in een droge tijd ("zomer") van juli tot december en een natte tijd ("winter") van januari tot juni. De stad is het centrum van de visserij in Ecuador en is tevens de meest geïndustrialiseerde stad van Ecuador.

## Geschiedenis

### Stichting
De ontstaansgeschiedenis van Guayaquil is niet precies bekend. Naar men aanneemt waren de conquistadores niet tevreden met de ligging van het in 1534 gestichte Quito. Daarom werden er steeds dichter naar de kust toe nieuwe steden gesticht. Dat ging ten koste van verschillende inheemse gemeenschappen. De naam Guayaquil werd lange tijd gebruikt om nog niet een stad maar een gebied aan de kust van Ecuador te benoemen waar de Spanjaarden zich aan het vestigen waren.
Als grondlegger van Guayaquil geldt hetzij de conquistador Francisco de Orellana, hetzij zijn collega Francisco de Olmos. Door de vele verplaatsingen van de stad is de uiteindelijke stichter van de stad niet met zekerheid te achterhalen, noch de precieze datum en zelfs het jaar waarin de stad gesticht werd. Vast staat dat het in de eerste helft van de 16e eeuw gebeurde, kort na de stichting van Quito. Als jaarlijkse feestdag hanteert de stad 25 juli, hetgeen in de heiligenkalender de naamdag is van Sint Jacobus, de beschermheilige van de stad. De oorspronkelijke volledige naam van de stad was Muy Noble y Muy Leal Ciudad de Santiago de Guayaquil (Zeer hoogstaande en zeer loyale stad van Sint Jacobus van Guayaquil).

### De naam Guayaquil
De naam Guayaquil zou verwijzen naar een legendarische Indianen-leider genaamd Guaya, en zijn echtgenote genaamd Quill. Guaya doodde volgens de legende zijn echtgenote, alvorens zichzelf te verdrinken omdat hij niet in Spaanse handen wilde vallen. Andere vermoedens zijn dat Guayal een inheemse stad was, en dat Quill een plaatselijke god van het water was. Weer een andere verklaring voor de herkomst van de naam van de stad is dat het woord Guayaqil in het Tsafiki, de taal van de huidige Tsáchila-indianen, ons grote huis betekent en dat die naam aan de stad is gegeven.

### Koloniale tijd
In de koloniale tijd - de periode dat Spanje over Ecuador en vele delen van Zuid-Amerika heerste - groeide Guayaquil in hoog tempo uit tot een belangrijke havenstad. De haven was van groot belang voor het vicekoninkrijk Peru (het latere Nieuw Granada), dat de rijkdommen uit deze en naburige koloniën via de haven van Guayaquil naar Spanje vervoerde. De positie van de haven, tussen Lima en Midden-Amerika en door rivieren verbonden met het binnenland, was zeer gunstig. De stad groeide van een inwonertal van 2000 in 1600, tot meer dan 10.000 in 1700.
In de 17e en 18e eeuw werd Guayaquil regelmatig aangevallen door Engelse en Franse piraten. Zeventien aanvallen zijn gedocumenteerd. In 1687 leidde een grootscheepse aanval tot de dood van 35 (van de 260) piraten en 75 verdedigers van de stad. De piraten ontvoerden de vrouwen van Guayaquil, dreigden de stad te verbranden en eisten een grote som geld om de brand te voorkomen en de vrouwen weer vrij te laten. Dit losgeld werd door Quito betaald. Een andere grote aanval in 1709 leidde eveneens tot een eis voor losgeld. Maar die werd nooit betaald: door een uitbraak van gele koorts sloegen de piraten op de vlucht. De veelvuldige aanvallen leidden tot een verplaatsing van het stadscentrum naar het zuiden, waar het beter beschut lag. Ook werd de stad voorzien van een sterke verdedigingswal.
Behalve door piraten werd Guayaquil ook regelmatig getroffen door grote branden. Daarvan zijn 13 gevallen gedocumenteerd. De huidige wijk Las Peñas is nog grotendeels in een koloniale bouwstijl opgetrokken. In werkelijkheid zijn de gebouwen echter regelmatig geheel afgebrand en herbouwd, en de huidige gebouwen zijn niet meer de originele bouwwerken. Toch is de wijk vanwege de koloniale sfeer een van de toeristische trekpleisters van de stad.
Zoals veel steden had ook Guayaquil te maken met epidemieën. In 1589 werd driekwart van de bevolking het slachtoffer van de pokken. In 1667 werd de stad getroffen door een nieuwe uitbraak van diezelfde ziekte. In 1709 leidde een uitbraak van gele koorts tot vele doden, maar ook tot het vertrek van piraten die juist op dat moment de stad aanvielen. In 1740 brak de gele koorts wederom uit, en in 1786 kreeg de stad weer te maken met pokken.

### Onafhankelijkheid

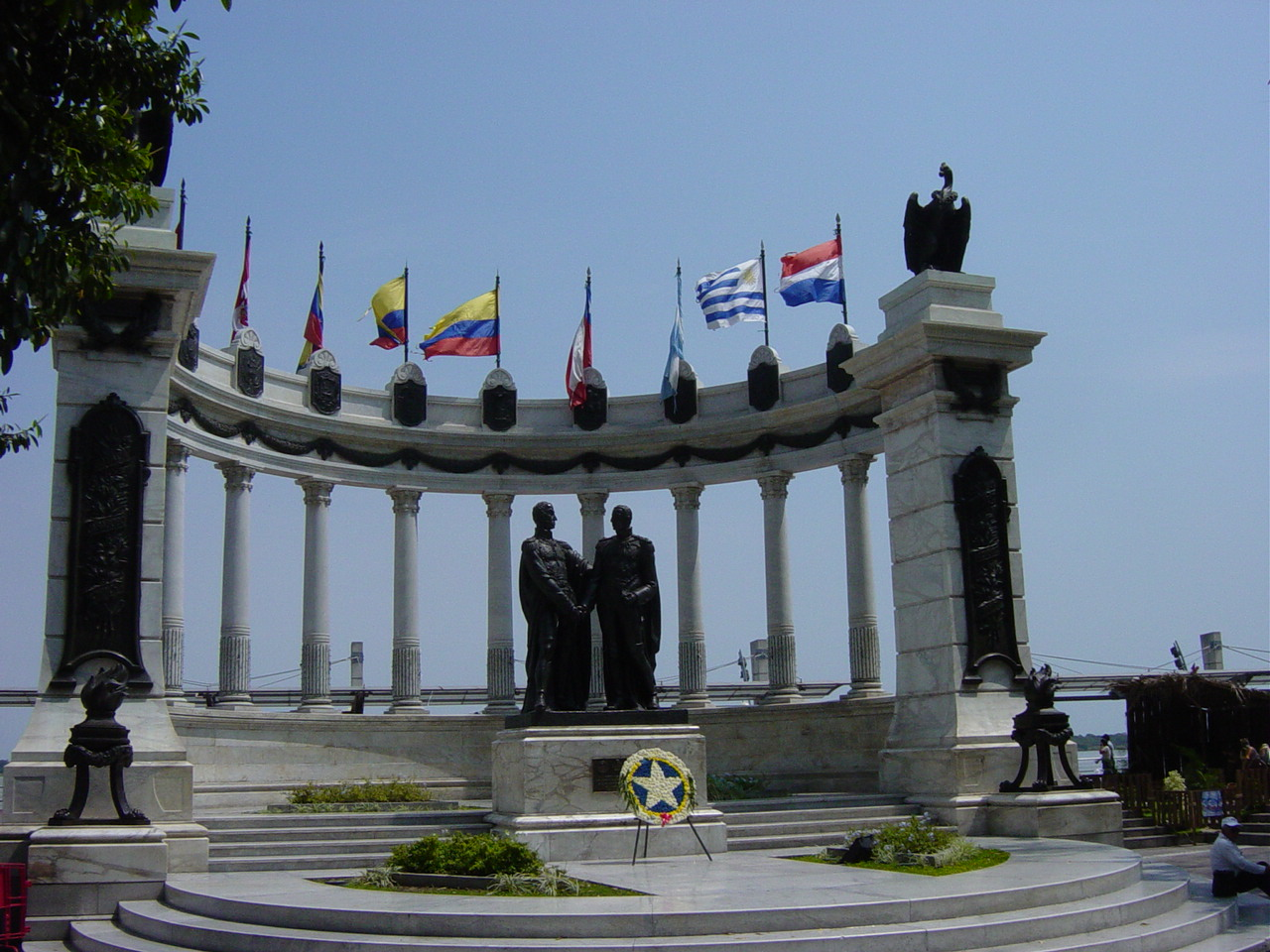
Monument van de overeenkomst tussen Bolívar en De San Martín

Op 9 oktober 1820 verklaarde Guayaquil zich onafhankelijk, als eerste stad van het huidige Ecuador. De burgers van de stad wisten met hulp van een Peruaans leger de Spaanse troepen te overwinnen, welhaast zonder enig bloedvergieten. De stad gaf zichzelf de status van vrije provincie, onder leiding van José Joaquín de Olmedo. De Vrije Provincie Guayaquil omvatte het kustgebied van Ecuador, het Zuiden van het huidige Colombia en het Noorden van Peru. In 1822 tekenden vrijheidsstrijders Simón Bolívar en José de San Martín een overeenkomst waardoor Guayaquil, zonder daarover te zijn geconsulteerd, werd opgenomen in Groot-Colombia. Het gevolg was dat De Olmedo werd verbannen uit de stad, toen hij bij Bolívar zijn onvrede kenbaar maakte over de manier waarop de stad deel was gaan uitmaken van Groot-Colombia.
Na het uiteenvallen van deze staat in 1830 ging Guayaquil deel uitmaken van Ecuador. Het werd het toneel van regelmatige gewapende strijd. Enerzijds probeerde de stad lange tijd onafhankelijk te worden van Ecuador, anderzijds werd de stad gebruikt om aanvallen vanuit Peru af te slaan. Gedurende de jaren 1859/60 was Guayaquil de tijdelijke regeringszetel van Ecuador. Tijdens de nationale crisis in die periode riep generaal Guillermo Franco echter een eigen regering uit in de stad. Samen met de eveneens alternatieve regering die door Francisco Robles in de stad Riobamba was uitgeroepen probeerde Franco de nieuwe leider van Ecuador te worden. De door Quito ingezette troepen namen Quayaquil echter in, en de centrale regering behield de macht.

### Liberale revolutie
In 1895 riep Guayaquil Eloy Alfaro (die zich na de burgeroorlog van 1883 in ballingschap in Panama bevond) uit tot opperste bevelhebber van het land. Alfaro keerde terug uit zijn ballingschap en wist inderdaad de macht te veroveren. Alfaro beperkte de invloed van de Rooms-katholieke kerk, en gaf een nieuwe impuls aan de economische ontwikkeling van Ecuador. De machtsovername door Alfaro ging als de Liberale Revolutie de geschiedenisboeken in. Voor Guayaquil braken er nieuwe gouden tijden aan. Nieuwe exporteurs van met name cacao vergaarden grote rijkdom, en verzuimden niet om die ook tentoon te spreiden. Na een grote brand in 1896 werd de stad zonder aarzelen herbouwd, maar deze keer met steen in plaats van hout.

### Recente geschiedenis

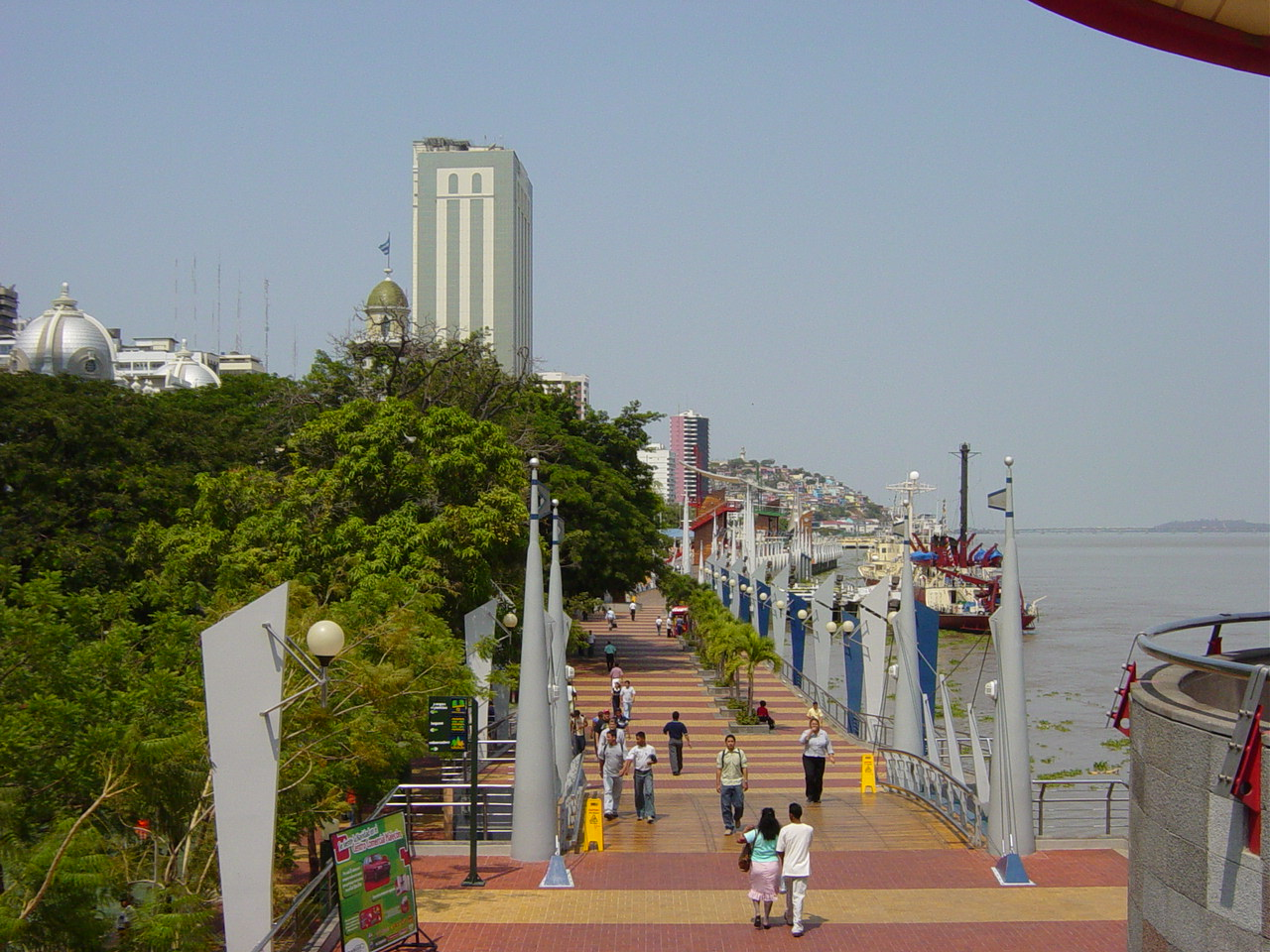
Malecon 2000

Na de Tweede Wereldoorlog groeide de bananenindustrie aan de kust van Latijns-Amerika in hoog tempo. Guayaquil bleef daardoor een handelscentrum in Ecuador, de haven werd van steeds groter belang voor de economie van het hele land. Veel nieuwe bewoners trokken van het platteland naar de stad om betere economische kansen te vinden, wat leidde tot een snelle uitbreiding van woonwijken rond de stad.  Guayaquil kreeg te maken met ernstige criminaliteit in de stad. De stad probeert daar op verschillende manieren een eind aan te maken. Een belangrijk wapen in de strijd is meer aandacht voor toerisme, waardoor enerzijds de economie een extra impuls krijgt en anderzijds de sfeer in de stad verbetert. Zo opende in 2000 het prestigieuze project Malecon 2000, een bijna 3 kilometer lange boulevard vol cultureel vermaak. Een ander project was een park tussen de rivieren de Guayas en de Daule. Dit park bestaat uit een mangrovegebied, dat door toeristen kan worden bezocht. Dit soort projecten lijkt inderdaad bij te dragen aan een verbeterde veiligheid in de stad.
Er is een sterk toenemende onvrede met het beleid vanuit Quito en ontstaat daardoor ook een roep naar onafhankelijkheid zoals er was in de jaren 1820-1822. Deze drang naar onafhankelijkheid komt onder andere tot uiting in de naamsverandering van het vliegveld in 2006, van Simón Bolivar (die als de bevrijder van Quito wordt gezien en in 1822 het toen al vrije Guayaquil onvrijwillig inlijfde bij Groot-Colombia) naar José Joaquín de Olmedo, de eerste president van het vrije Guayaquil in 1820.

## Het bisdom Guayaquil
Nadat zich in Guayaquil een kleine groep jezuïeten had gevestigd, (afkomstig van de kloosterorde te Cuenca) werd op 16 februari 1837 het bisdom Guayaqil gevestigd. Het was in 2022 het geestelijk tehuis van 130.900 gelovigen, in 40 parochies met 52 kerken en kapellen, 60 priesters, een priesteropleiding, 60 scholen en 4 scholen voor jongens.

## Demografie

### Bevolkingsontwikkeling

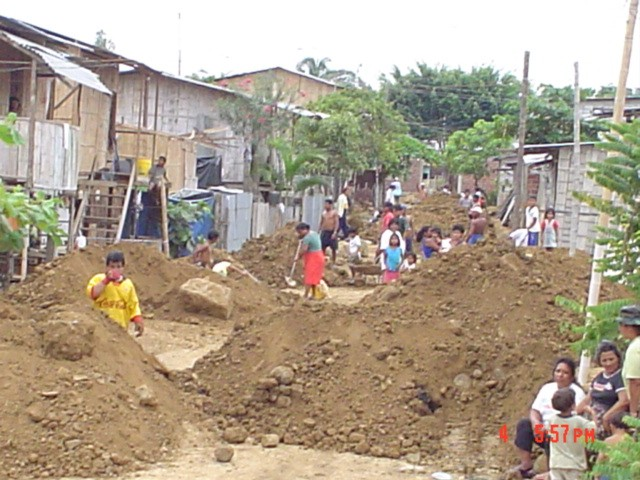
Bewoners van de sloppenwijk Bastión Popular verbeteren sanitaire voorzieningen

Ondanks de slachtoffers die vielen door aanvallen van piraten, door branden en door epidemieën groeide de bevolking van Guayaquil gestaag. Rond 1600 woonden er 2000 mensen in de stad, in 1700 waren dat er 10.000 en in 1820 werden er 15.000 inwoners geteld. De toestroom van plattelandsbewoners nam sindsdien sterk toe. In 1900 telde de stad 35.000 inwoners, na de Tweede Wereldoorlog waren dat er 200.000. Sinds de jaren vijftig nam de bevolking iedere tien jaar met 100.000 mensen toe. Tegenwoordig heeft de stad meer dan 2 miljoen inwoners. De meeste mensen die zich van buiten de stad in Guayaquil vestigden leven in sloppenwijken (de zogenaamde invasiones).

### Statistieken
In 2000 had 66% van de bevolking toegang tot drinkwater (hetgeen niet altijd bestond uit kraanwater in huis, maar soms ook uit gemeenschappelijke kranen of putten kwam), en 99% had elektriciteit (waarbij niet elke aansluiting legaal was). 42% van de bevolking had in 2000 in huis aansluiting op het riool. Van de volwassen bevolking kan 94% (soms enigszins) lezen en schrijven. De levensverwachting van vrouwen in Guayaquil is ruim 72 jaar, die van mannen is bijna 68 jaar. Kindersterfte (bij kinderen jonger dan 5 jaar) komt voor bij 4 van de 1000 geboorten.

## Economie

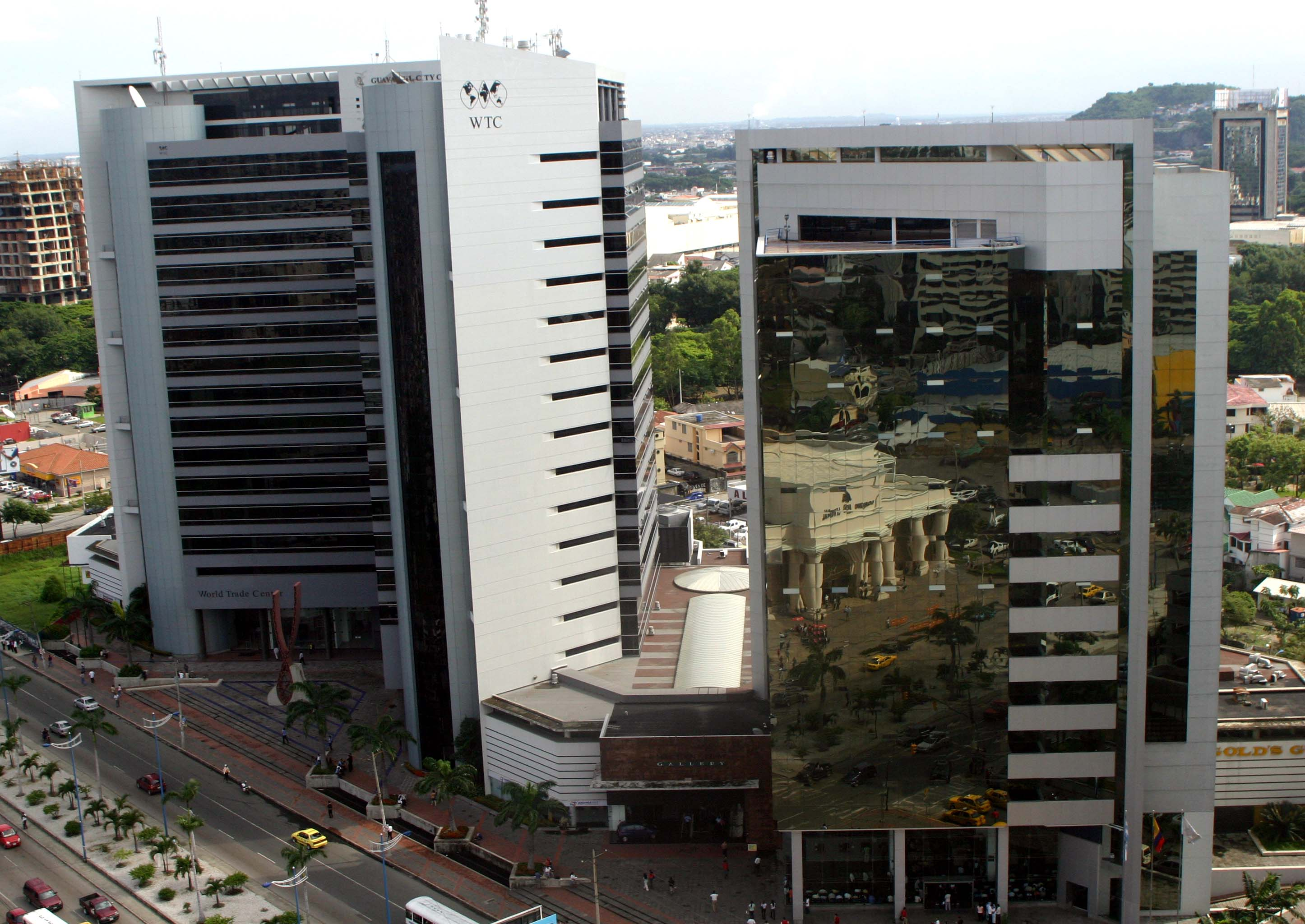
Het World Trade Center Guayaquil

Guayaquil is de belangrijkste havenstad van Ecuador. Internationaal vrachtverkeer transporteert bananen, cacao, koffie en ook garnalen. Olie wordt vanuit Guayaquil nauwelijks geëxporteerd. Vroeger legden de schepen vlak bij het centrum van de stad aan, maar later werd de haven tien kilometer verplaatst. De belangrijkste industrie van Guayaquil is de visserij.
Guayaquil is ook het belangrijkste financiële centrum van Ecuador. Door het faillissement van twee grote banken, waaronder de grootste bank Filanbanco dat in 2001 failliet ging heeft de stad een economische teruggang doorgemaakt. De stad beschikt verder over een aantal strategisch geplaatste moderne winkelcentra, waarvan enkele tot de grootste van Zuid-Amerika behoren. De grootsten zijn Mall del Sol, San Marino en Policentro.
Sinds 1963 heeft Guayaquil een vliegveld dat tot 2006 naar Simón Bolívar was vernoemd. In 2006 is echter een nieuwe terminal in gebruik genomen en is het vliegveld hernoemd naar José Joaquín de Olmedo. De oude terminal zou voor alle binnenlandse vluchten gebruikt worden, maar is in 2007 omgebouwd tot modern conferentiecentrum. Veel internationale vluchten stoppen zowel in Quito als in Guayaquil. Het busstation dat in 1984 werd geopend zorgde ervoor dat het spoorwegstation minder belangrijk werd. Sinds 1998 bestaat de treindienst van Guayaquil naar de hoofdstad Quito in het geheel niet meer, en is het treinstation gesloten. Er is echter sprake van dat in 2007 een deel van de spoorlijn, van Guayaquil naar Bucay - aan de voet van de Andes - weer in gebruik genomen wordt. Bovendien hebben diverse Amerikaanse investeerders zich geïnteresseerd getoond om het gehele spoorlijnennet te moderniseren en te heropenen. Guayaquil heeft de langste brug van Ecuador. De Puente Rafael Mendoza Avilés (of ook wel brug van de eenheid) is 2825 meter lang.
Guayaquil beschikt over een Nederlands en een Belgisch honorair consul.

## Onderwijs
Van de steden in Ecuador heeft Guayaquil de meeste instituten voor hoger onderwijs. Deze instituten bieden onderwijs aan in totaal meer dan 90.000 studenten.
Er zijn verschillende universiteiten, waarvan de belangrijkste de openbare Universidad de Guayaquil (opgericht in 1867) en de katholieke Universidad Católica (opgericht in 1962) zijn. Voor sommige wetenschapsgebieden is Guayaquil de meest aangewezen plaats in Ecuador. Zo staat de vakgroep biologie van de Universidad de Guayaquil bekend om haar kwaliteit, en studeren biologen liever daar dan in Quito.
 Naast de universiteiten heeft Guayaquil ook enkele private hogescholen.
In het lager onderwijs valt 50% van de leerlingen voortijdig uit. Ook de helft van de leerlingen die een begin maakt aan het voortgezet onderwijs, maakt dat niet af.

## Sport
Guayaquil is de thuisbasis van voetbalclubs Barcelona Sporting Club en Club Sport Emelec, dat zijn thuiswedstrijden speelt in het Estadio Monumental Isidro Romero Carbo (capaciteit 85.500 toeschouwers), en uitkomt in de hoogste afdeling van het Ecuadoraanse profvoetbal. Een andere voetbalclub uit Guayaquil is Club 9 de Octubre. De stad was in 1982 gastheer van de WK zwemmen.

## Plaatselijke feestdagen
- 24 juli (de geboortedag van Simón Bolívar) en 25 juli (de stichting van Guayaquil, op deze datum gevierd omdat het de naamdag is van beschermheilige Sint Jacobus). De stad viert twee dagen achter elkaar uitbundig feest. Als direct voor of na deze data een weekend valt, wordt dat bij de festiviteiten betrokken. Als een van de twee dagen zelf in een weekend valt (of beide), wordt dat gecompenseerd met werkdagen vóór dat weekend.
- 9 oktober: het uitroepen van de onafhankelijkheid van Guayaquil. Feesten duren tot aan 12 oktober: dag van het ras.

## Bekende inwoners van Guayaquil

### Geboren
- José Joaquín de Olmedo (1780-1847), president van Ecuador (1845)
- Vicente Rocafuerte (1783-1847), president van Ecuador (1834-1839)
- Diego María de Noboa y Arteta (1789-1870), president van Ecuador (1850-1851)
- Vicente Ramón Roca (1792-1858), president van Ecuador (1845-1849)
- Francisco Robles García (1811-1893), president van Ecuador (1856-1859)
- Gabriel García Moreno (1821-1875), president van Ecuador (1859-1865, 1869-1875)
- José María Plácido Caamaño (1837-1901), president van Ecuador (1883-1888)
- María Esther de Capovilla (1889-2006), van 9 december 2005 tot 27 augustus 2006 beschouwd als de oudste levende persoon op aarde
- Frederick Ashton (1904-1988), balletdanser en choreograaf
- León Febres-Cordero (1931-2008), president van Ecuador (1984-1988)
- Gustavo Noboa (1937-2021), president van Ecuador (2000-2003)
- Alfredo Palacio (1939-2025), president van Ecuador (2005-2007)
- Álvaro Noboa (1950), politicus en zakenman
- Guillermo Lasso (1955), president van Ecuador (2021-2023)
- Andrés Gómez (1960), tennisser
- Mike Judge (1962), Amerikaans maker van animaties, stemacteur, schrijver, producer en regisseur
- Rafael Correa (1963), president van Ecuador (2007-2017)
- Raúl Avilés (1964), voetballer
- Carlos Luis Morales (1965-2020), voetbaldoelman
- Wilson Macías (1965), voetballer
- Ivo Ron (1967), voetballer
- Pedro Ramos (1968), voetbalscheidsrechter
- Manuel Uquillas (1968), voetballer
- José Gavica (1969), voetballer
- Raúl Noriega (1970), voetballer
- Marlon Ayoví (1971), voetballer
- Héctor Carabalí (1972), voetballer
- Augusto Poroso (1974), voetballer
- Nicolás Lapentti (1976), tennisser
- Edwin Villafuerte (1979), voetballer
- Otilino Tenorio (1980), voetballer
- José Luis Perlaza (1981), voetballer
- Rorys Aragón (1982), voetballer
- Roberto Miña (1984), voetballer
- Máximo Banguera (1985), voetballer
- Christian Noboa (1985), voetballer
- Felipe Caicedo (1988), voetballer
- José Cevallos Enríquez (1995), voetballer

### Overleden
- Thomas Nast (1840-1902), Duits-Amerikaanse cartoonist en consul